# カロリー・バルザイ
カロリー・バルザイ（Károly Balzsay、1979年7月23日 - ）は、ハンガリーの元男子プロボクサー。元WBO・WBAレギュラー世界スーパーミドル級王者。

## 来歴
1996年にハバナで行われた世界ジュニア選手権に出場するなどのアマチュア経験を持ち、2004年9月11日にプロデビュー。
2007年11月24日、WBOインターコンチネンタルスーパーミドル級王座を獲得した。同王座は2度防衛後に返上。
2009年1月10日、ドイツでWBO世界スーパーミドル級王者デニス・インキン（ロシア）と対戦し、12回3-0の判定勝ちで王座を獲得した。
2009年4月25日、ドイツでマセリノ・マソー（ニュージーランド）に11回KO勝利を収め、初防衛に成功した。
2009年8月22日、ハンガリー・ブダペストでロベルト・ステイグリッツ（ドイツ）と対戦し、11回0分12秒TKO負けで初黒星を喫するとともに王座を失った。
2009年12月4日、オーストリアでWBOインターコンチネンタルスーパーミドル級王者エデュアルド・グッネクト（ドイツ）に12回2-1（113-115、116-113、112-116）の判定負けを喫し、王座獲得に失敗した。
2011年8月26日、ウクライナで行われたスタニスラフ・カシュタノフ（ウクライナ）とのWBA世界スーパーミドル級レギュラー王座決定戦で対戦し、12回2-1（115-113、115-114、113-116）の判定勝ちで王座獲得に成功した。
2012年4月21日、シュヴェリーンで元WBA世界スーパーミドル級レギュラー王者ディミトリ・サーティソン（ドイツ）と対戦し、12回2分25秒TKO勝ちを収め、初防衛に成功した。
2012年9月、当初は同年7月7日に暫定王者ブライアン・マギーとの団体内王座統一戦に合意するも、マギー陣営が興行権を得たが、バルザイが契約書へのサインを拒否し実現せず、WBAは王座統一戦の早期実現を求め、同年9月22日に王座統一戦を行うことで延期を認めたが、団体内王座統一戦が行われる気配がなく実現の目処が立たないことから、バルザイからWBA世界スーパーミドル級レギュラー王座を剥奪した。WBAが同年10月1日発表の9月度のランキングでWBA世界スーパーミドル級レギュラー王座が空位となったことからも王座を剥奪されたことが分かった。サーティソンとの対戦を最後に現役を引退した。

## 獲得タイトル
- WBOインターコンチネンタルスーパーミドル級王座（防衛2=返上）
- WBO世界スーパーミドル級王座（防衛1）
- WBA世界スーパーミドル級レギュラー王座（防衛1=剥奪）